# Kanada na Zimowych Igrzyskach Olimpijskich 2002
Kanadę na Zimowych Igrzyskach Olimpijskich 2002 reprezentowało 150 zawodników. Był to dziewiętnasty start Kanady na zimowych igrzyskach olimpijskich.

## Zdobyte medale
| Medal  | Zawodnik | Dyscyplina sportowa  | Konkurencja                  |
| ------ | --- | -------------------- | ---------------------------- |
| Złoto  | Beckie Scott | Biegi narciarskie    | Bieg łączony na 10 km kobiet |
| Złoto  | Jamie Salé David Pelletier | Łyżwiarstwo figurowe | Pary sportowe                |
| Złoto  | Ed Belfour Rob Blake Eric Brewer Martin Brodeur Theoren Fleury Adam Foote Simon Gagné Jarome Iginla Curtis Joseph Ed Jovanovski Paul Kariya Mario Lemieux Eric Lindros Al MacInnis Scott Niedermayer Joe Nieuwendyk Owen Nolan Michael Peca Chris Pronger Joe Sakic Brendan Shanahan Ryan Smyth Steve Yzerman              | Hokej na lodzie      | Mężczyźni                    |
| Złoto  | Dana Antal Kelly Béchard Jennifer Botterill Thérèse Brisson Cassie Campbell Isabelle Chartrand Lori Dupuis Danielle Goyette Geraldine Heaney Jayna Hefford Becky Kellar Caroline Ouellette Cherie Piper Cheryl Pounder Tammy Lee Shewchuk Sami Jo Small Colleen Sostorics Kim St-Pierre Vicky Sunohara Hayley Wickenheiser | Hokej na lodzie      | Kobiety                      |
| Złoto  | Marc Gagnon | Short track          | 500 m mężczyzn               |
| Złoto  | Éric Bédard Marc Gagnon Jonathan Guilmette François-Louis Tremblay Mathieu Turcotte | Short track          | Sztafeta mężczyzn            |
| Złoto  | Catriona Le May Doan | Łyżwiarstwo szybkie  | 500 m kobiet                 |
| Srebro | Don Bartlett Kevin Martin Carter Rycroft Ken Tralnberg Don Walchuk | Curling              | Mężczyźni                    |
| Srebro | Veronica Brenner | Narciarstwo dowolne  | Skoki akrobatyczne kobiet    |
| Srebro | Jonathan Guilmette | Short track          | 500 m mężczyzn               |
| Brąz   | Diane Dezura Kelley Law Cheryl Noble Julie Skinner Georgina Wheatcroft | Curling              | Kobiety                      |
| Brąz   | Deidra Dionne | Narciarstwo dowolne  | Skoki akrobatyczne kobiet    |
| Brąz   | Mathieu Turcotte | Short track          | 1000 m mężczyzn              |
| Brąz   | Marc Gagnon | Short track          | 1500 m mężczyzn              |
| Brąz   | Isabelle Charest Marie-Ève Drolet Amélie Goulet-Nadon Alanna Kraus Tania Vicent | Short track          | Sztafeta kobiet              |
| Brąz   | Cindy Klassen | Łyżwiarstwo szybkie  | 3000 m kobiet                |
| Brąz   | Clara Hughes | Łyżwiarstwo szybkie  | 5000 m kobiet                |

## Wyniki reprezentantów Kanady

### Biathlon
Mężczyźni
- Robin Clegg

sprint – 43. miejsce
bieg pościgowy – 42. miejsce
bieg indywidualny – 28. miejsce

### Bobsleje
Mężczyźni
- Pierre Lueders
Giulio Zardo

Dwójki – 5. miejsce
- Yannik Morin
John Sokolowski

Dwójki – 24. miejsce
- Pierre Lueders
Ken Leblanc
Giulio Zardo
Pascal Caron

Czwórki – 9. miejsce
Kobiety
- Christina Smith
Paula McKenzie

Dwójki – 9. miejsce

### Biegi narciarskie
Mężczyźni
- Donald Farley

Sprint – 46. miejsce
15 km stylem klasycznym – 15. miejsce
20 km łączony – DNS
30 km stylem dowolnym – 47. miejsce
50 km stylem klasycznym – 40. miejsce
Kobiety
- Amanda Fortier

10 km łączony – 51. miejsce
15 km stylem dowolnym – 35. miejsce
30 km stylem klasycznym – 28. miejsce
- Jamie Fortier

Sprint – 30. miejsce
10 km stylem klasycznym – 47. miejsce
15 km stylem dowolnym – 38. miejsce
30 km stylem klasycznym – 34. miejsce
- Sara Renner

Sprint – 9. miejsce
10 km stylem klasycznym – 15. miejsce
10 km łączony – 19. miejsce
30 km stylem klasycznym – DNS
- Beckie Scott

Sprint – 5. miejsce
10 km stylem klasycznym – 6. miejsce
10 km łączony – 
- Milaine Thériault

Sprint – 31. miejsce
10 km stylem klasycznym – 25. miejsce
10 km łączony – 35. miejsce
30 km stylem klasycznym – 31. miejsce
- Sara Renner
Milaine Thériault
Amanda Fortier
Beckie Scott

sztafeta – 8. miejsce

### Curling
Mężczyźni
- Kevin Martin, Don Walchuk, Carter Rycroft, Don Bartlett, Ken Tralnberg – 9. zwycięstw, 2. porażki – wynik końcowy –

Kobiety
- Kelley Law, Julie Skinner, Georgina Wheatcroft, Diane Nelson, Cheryl Noble – 9. zwycięstw, 2. porażki – wynik końcowy –

### Hokej na lodzie
Mężczyźni
- Ed Belfour, Rob Blake, Eric Brewer, Martin Brodeur, Theoren Fleury, Adam Foote, Simon Gagné, Jarome Iginla, Curtis Joseph, Ed Jovanovski, Paul Kariya, Mario Lemieux, Eric Lindros, Al MacInnis, Scott Niedermayer, Joe Nieuwendyk, Owen Nolan, Michael Peca, Chris Pronger, Joe Sakic, Brendan Shanahan, Ryan Smyth, Steve Yzerman –

Kobiety
- Dana Antal, Kelly Béchard, Jennifer Botterill, Thérèse Brisson, Cassie Campbell, Isabelle Chartrand, Lori Dupuis, Danielle Goyette, Geraldine Heaney, Jayna Hefford, Becky Kellar, Caroline Ouellette, Cherie Piper, Cheryl Pounder, Tammy Lee Shewchuk, Sami Jo Small, Colleen Sostorics, Kim St-Pierre, Vicky Sunohara, Hayley Wickenheiser –

### Łyżwiarstwo figurowe
Mężczyźni
- Elvis Stojko

soliści – 8. miejsce
Kobiety
- Jennifer Robinson

solistki – 7. miejsce
Pary
- Jamie Salé
David Pelletier

Pary sportowe – 
- Jacinthe Larivière
Lenny Faustino

Pary sportowe – 10. miejsce
- Jacinthe Larivière
Lenny Faustino

Pary sportowe – 12. miejsce
- Shae-Lynn Bourne
Victor Kraatz

Pary taneczne – 4. miejsce
- Marie-France Dubreuil
Patrice Lauzon

Pary taneczne – 12. miejsce

### Łyżwiarstwo szybkie
Mężczyźni
- Patrick Bouchard

500 m – 20. miejsce
1000 m – 20. miejsce
- Éric Brisson

500 m – 24. miejsce
- Steven Elm

1500 m – 18. miejsce
5000 m – 23. miejsce
- Mike Ireland

500 m – 7. miejsce
1000 m – 14. miejsce
- Mark Knoll

5000 m – 18. miejsce
- Philippe Marois

1500 m – 28. miejsce
- Kevin Marshall

1000 m – 20. miejsce
1500 m – 17. miejsce
- Dustin Molicki

1500 m – 12. miejsce
5000 m – 11. miejsce
10000 m – 16. miejsce
- Jeremy Wotherspoon

500 m – DNF
1000 m – 13. miejsce
Kobiety
- Susan Auch

500 m – 21. miejsce
1000 m – 27. miejsce
- Kristina Groves

1500 m – 20. miejsce
3000 m – 8. miejsce
5000 m – 10. miejsce
- Clara Hughes

3000 m – 
5000 m – 13. miejsce
- Cindy Klassen

1000 m – 13. miejsce
1500 m – 4. miejsce
3000 m – 
5000 m – 4. miejsce
- Catriona Le May Doan

500 m – 
1000 m – 9. miejsce
- Cindy Overland

1500 m – 25. miejsce

### Narciarstwo alpejskie
Mężczyźni
- Dave Anderson

zjazd – 38. miejsce
- Thomas Grandi

gigant – 12. miejsce
slalom – 16. miejsce
supergigant – DNF
- Darin McBeath

zjazd – 32. miejsce
supergigant – DNF
kombinacja – 17. miejsce
- Ed Podivinsky

zjazd – 24. miejsce
supergigant – DNF
kombinacja – DNF
- Jean-Philippe Roy

gigant – DNF
slalom – DNF
kombinacja – 8. miejsce
Kobiety
- Sara−Maude Boucher

zjazd – DNS
supergigant – DNF
kombinacja – 10. miejsce
- Emily Brydon

gigant – 38. miejsce
slalom – 27. miejsce
- Allison Forsyth

gigant – 7. miejsce
slalom – DNF
- Anne Marie Lefrancois

zjazd – DNF
supergigant – DNF
- Geneviève Simard

supergigant – 18. miejsce
kombinacja – 7. miejsce
- Melanie Turgeon

zjazd – 8. miejsce
supergigant – 20. miejsce

### Narciarstwo dowolne
Mężczyźni
- Jeff Bean

skoki akrobatyczne – 4. miejsce
- Scott Bellavance

jazda po muldach – 6. miejsce
- Jean-Luc Brassard

jazda po muldach – 21. miejsce
- Andy Capicik

skoki akrobatyczne – 8. miejsce
- Nicolas Fontaine

skoki akrobatyczne – 16. miejsce
- Ryan Johnson

jazda po muldach – 7. miejsce
- Steve Omischl

skoki akrobatyczne – 11. miejsce
- Stéphane Rochon

jazda po muldach – 15. miejsce
Kobiety
- Veronika Bauer

skoki akrobatyczne – 10. miejsce
- Tami Bradley

jazda po muldach – 14. miejsce
- Veronica Brenner

jazda po muldach – 
- Deidra Dionne

jazda po muldach – 
- Jennifer Heil

jazda po muldach – 4. miejsce
- Kelly Ringstad

jazda po muldach – 13. miejsce

### Saneczkarstwo
Mężczyźni
- Kyle Connelly

jedynki – 11. miejsce
- Chris Moffat

jedynki – 14. miejsce
- Tyler Seitz

jedynki – 19. miejsce
- Grant Albrecht
Mike Moffat

dwójki – 12. miejsce
- Chris Moffat
Eric Pothier

dwójki – 5. miejsce
Kobiety
- Regan Lauscher

jedynki – 12. miejsce

### Short track
Mężczyźni
- Marc Gagnon

500 m – 
1000 m – DSQ
1500 m – 
- Jonathan Guilmette

500 m – 
1500 m – DSQ
- Mathieu Turcotte

1000 m – 
- Éric Bédard
Marc Gagnon
Jonathan Guilmette
François-Louis Tremblay
Mathieu Turcotte

sztafeta – 
Kobiety
- Isabelle Charest

500 m – 4. miejsce
- Marie-Ève Drolet

1000 m – 4. miejsce
1500 m – 6. miejsce
- Alanna Kraus

500 m – 6. miejsce
1000 m – 8. miejsce
1500 m – 5. miejsce
- Isabelle Charest
Marie-Ève Drolet
Amélie Goulet-Nadon
Alanna Kraus
Tania Vicent

sztafeta – 

### Skeleton
Mężczyźni
- Duff Gibson – 10. miejsce

- Jeff Pain – 6. miejsce

- Pascal Richard – 15. miejsce

Kobiety
- Lindsay Alcock – 6. miejsce

- Michelle Kelly – 10. miejsce

### Snowboard
Mężczyźni
- Jasey-Jay Anderson

gigant równoległy – 29. miejsce
- Trevor Andrew

halfpipe – 9. miejsce
- Brett Carpentier

halfpipe – 22. miejsce
- Mark Fawcett

gigant równoległy – 17. miejsce
- Michael Michalchuk

halfpipe – 27. miejsce
- Daniel Migneault

halfpipe – 26. miejsce
- Jérôme Sylvestre

gigant równoległy – 12. miejsce
- Ryan Wedding

gigant równoległy – 24. miejsce
Kobiety
- Natasza Zurek

halfpipe – 15. miejsce